# Spencer Tillman
Spencer Tillman (Tulsa, Oklahoma, 21 de abril de 1964) é um ex-jogador profissional de futebol americano estadunidense que atuava como running back. Ele foi campeão da temporada de 1989 da National Football League jogando pelo San Francisco 49ers.